# Cayratia gracilis
Cayratia gracilis är en vinväxtart som först beskrevs av Guillem. &perr., och fick sitt nu gällande namn av Karl Suessenguth. Cayratia gracilis ingår i släktet Cayratia och familjen vinväxter. Inga underarter finns listade i Catalogue of Life.